# Norgesmesterskapet 1961
La Norgesmesterskapet 1961 di calcio fu la 56ª edizione del torneo. La squadra vincitrice fu il Fredrikstad, che vinse la finale contro lo Haugar con il punteggio di 7-0.

## Risultati

### Terzo turno
| Squadra 1      | Risultato | Squadra 2  |
| -------------- | --------- | ---------- |
| Fredrikstad    | 5 – 2     | Vestfossen |
| Moss           | 3 – 0     | Vålerengen |
| Skeid          | 3 – 0     | Egersund   |
| HamKam         | 3 - 5     | Sarpsborg  |
| Raufoss        | 4 – 2     | Lisleby    |
| Ørn            | 2 - 5     | Ulf        |
| Eik-Tønsberg   | 0 - 2     | Asker      |
| Viking         | 1 - 3     | Haugar     |
| Vard Haugesund | 4 – 2     | Vindbjart  |
| Brann          | 4 – 0     | Stavanger  |
| Hødd           | 0 - 1     | Gjøvik-Lyn |
| Freidig        | 1 - 2     | Strømmen   |
| Rosenborg      | 1 – 0     | Aalesund   |
| Steinkjer      | 4 – 1     | Kvik       |
| Brumunddal     | 3 - 4     | Lillestrøm |

### Quarto turno
| Squadra 1  | Risultato      | Squadra 2      |
| ---------- | -------------- | -------------- |
| Frigg      | 2 – 0          | Vard Haugesund |
| Strømmen   | 0 - 3          | Brann          |
| Ulf        | 0 - 1 (d.t.s.) | Moss           |
| Sarpsborg  | 3 - 3 (d.t.s.) | Raufoss        |
| Steinkjer  | 6 – 1          | Lillestrøm     |
| Haugar     | 2 – 1          | Skeid          |
| Asker      | 0 - 1          | Rosenborg      |
| Gjøvik-Lyn | 2 - 5 (d.t.s.) | Fredrikstad    |

#### Ripetizione
| Squadra 1 | Risultato | Squadra 2 |
| --------- | --------- | --------- |
| Raufoss   | 1 – 0     | Sarpsborg |

### Quarti di finale
| Squadra 1   | Risultato | Squadra 2 |
| ----------- | --------- | --------- |
| Fredrikstad | 4 – 1     | Moss      |
| Rosenborg   | 2 - 3     | Brann     |
| Frigg       | 0 - 1     | Haugar    |
| Raufoss     | 2 - 5     | Steinkjer |

### Semifinali
| Squadra 1 | Risultato      | Squadra 2   |
| --------- | -------------- | ----------- |
| Brann     | 0 - 1          | Fredrikstad |
| Haugar    | 1 – 0 (d.t.s.) | Steinkjer   |

### Finale
| Arbitro: | Borgersen |

|                                                                                      |           |  |
| Borgen 37’ Olsen 43’, 77’ Kristoffersen 47’, 63’ Pedersen 57’ Kristiansen 67’ (rig.) | Marcatori |  |

#### Formazioni
| Fredrikstad |  |                    |
|             |  |                    |
|             |  | Per Mosgaard       |
|             |  | Kjell Andreassen   |
|             |  | Tom Johannessen    |
|             |  | Roar Johansen      |
|             |  | Hans Mathisen      |
|             |  | Reidar Kristiansen |
|             |  | Bjørn Borgen       |
|             |  | Arne Pedersen      |
|             |  | Per Kristoffersen  |
|             |  | Rolf Olsen         |
|             |  | Jan Aas            |

| Haugar |  |                 |
|        |  |                 |
|        |  | Kjell Rasmussen |
|        |  | Arne Ness       |
|        |  | Jan Undahl      |
|        |  | Kåre Halvorsen  |
|        |  | Arthur Sydnes   |
|        |  | Bjørn Sundfør   |
|        |  | Gudmund Sandvik |
|        |  | Paul Tofte      |
|        |  | John Aspen      |
|        |  | Alf Grindheim   |
|        |  | Stein Alendal   |